# Microsoft SharePoint
 (février 2022).
SharePoint est une série de logiciels de type applications web développée par Microsoft. Disponible depuis 2001, elle est principalement destinée aux entreprises. Le produit est une solution collaborative qui combine des fonctions de portail web, de système de gestion de contenu avec des fonctions destinées à la collaboration tel que la gestion électronique de documents ou encore de moteur de recherche. Suivant les versions d'autres fonctions sont également disponibles telle que les forums, les formulaires, les Workflows ou encore les statistiques décisionnelles.
Le produit est disponible en deux versions, SharePoint Online, un logiciel en tant que service accessible depuis un navigateur web dans une version hébergé dans les datacenters Microsoft et maintenu par celui-ci. Et de SharePoint Server une version serveur classique à installer sur un serveur informatique.
D'un point vue technologique, les produits SharePoint utilisent le moteur d'exécution ASP.NET, le serveur web Internet Information Services (IIS) , et le système de gestion de base de données SQL Server, de Microsoft.

## Historique

Logo SharePoint Server 2010

En novembre 1999, Microsoft annonce Digital Dashboard, un logiciel pour afficher des pages web dynamiques dans Microsoft Outlook. Dans ce logiciel, des blocs d'informations, appelés WebParts, pouvaient être assemblés et former une page web. Le développement de ce produit a été abandonné et la technique des WebParts a été incorporée dans SharePoint.
Dans le même temps, l'équipe qui développe Microsoft Office travaillait sur SharePoint Team Services, un logiciel de gestion électronique de documents qui devait permettre à des utilisateurs situés à des endroits géographiques différents de travailler en commun sur les mêmes documents de la suite bureautique Microsoft Office.
En 2008, la version 3 du logiciel open source de gestion de contenu Alfresco est adaptée pour être utilisée avec les documents de la suite bureautique Microsoft Office. Microsoft avait été condamné par l'Union européenne pour violation du droit de la concurrence et obligé à publier certains de ses protocoles. Ce qui a permis aux développeurs d'Alfresco d'adapter leur logiciel à la suite Microsoft Office et de faire de leur produit un concurrent direct de SharePoint.
En 2009, suivant la vague du cloud computing, Microsoft annonce la disponibilité de SharePoint au travers d'une offre SaaS appelée Microsoft Online Services, sous le nom de SharePoint Online.

### Attaques "zéro-day" de Juillet 2025
En 2025, deux vulnérabilités "zero-day" sont découvertes sur les serveurs Sharepoint entraînant une vague d'attaques contre ces serveurs à l'échelle mondiale.
Ces attaques ont compromis des dizaines de serveurs dont des agences gouvernementales américaines, ainsi que des grandes entreprises, obligeant Microsoft à émettre une alerte. Selon Bloomberg, l'agence américaine de sécurité nucléaire a ainsi été piratée.
Le CISA a demandé aux administrateurs d'appliquer des correctifs ou à défaut de déconnecter les serveurs vulnérables.
Selon LeMondeInformatique, "Microsoft et Google ont attribué la responsabilité de l'exploitation des dernières failles zero day Sharepoint à des cybergangs chinois.".

## Produits et les fonctionnalités
Les produits de la gamme Sharepoint (WSS, MOSS) diffèrent par l'étendue de leurs fonctionnalités (WSS étant une version simplifiée de MOSS), le prix (WSS est un logiciel gratuit) et les conditions de licence.
WSS évolue vers SharePoint Foundation 2010 qui est toujours gratuit.
MOSS évolue vers SharePoint serveur 2010, puis vers la version 2013 disponible en ligne.

### Windows SharePoint Services (WSS)
Successeur de SharePoint Team Services, c'est un logiciel composé d'une suite de fonctionnalités pour des sites web dynamiques telles que la gestion de contenu, le moteur de recherche ou les forums. Toutes les fonctionnalités sont prévues pour être utilisées ensemble, et partagent une même charte graphique.
Windows SharePoint Services est fourni systématiquement avec le système d'exploitation Windows Server 2003.

### Microsoft Office SharePoint Server (MOSS)
Microsoft Office SharePoint Server (MOSS) permet de fédérer au sein d'un portail d'entreprise plusieurs sites utilisant Windows SharePoint Services. Les fonctionnalités supplémentaires alors apportées par Microsoft Office SharePoint Server sont par exemple la création de sites personnels et l'agrégation de contenu de sites différents au format RSS.
Une version Entreprise d'Office SharePoint Server existe et apporte des fonctionnalités complémentaires à la version Standard.

### SharePoint Online
SharePoint Online est la version hébergée de SharePoint comprise dans les suites Microsoft 365.

## Licences
Les contrats de licence pour les produits SharePoint sont des licences d'accès client (client access licence). Le contrat stipule le nombre maximal d'utilisateurs ou d'ordinateurs qui peuvent utiliser le produit SharePoint en même temps. Il existe divers contrats échelonnés de cinq à plus de 250 utilisateurs.
La série SharePoint a connu la croissance la plus rapide de tous les produits de Microsoft et les ventes ont dépassé les 30 millions en 2005. D'après Microsoft, en juillet 2017 SharePoint comptait 190 millions d'utilisateur à travers 200 000 organisations.